# Bruno von Warendorp

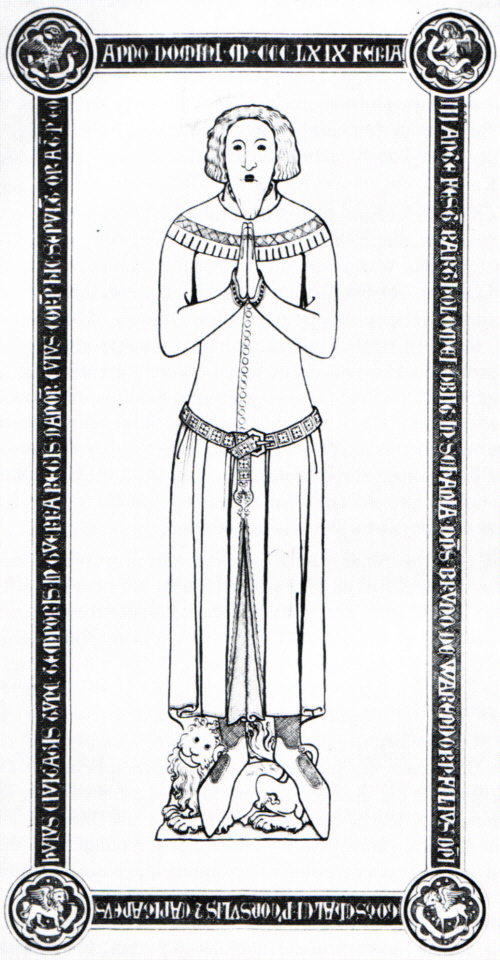
Bruno von Warendorp

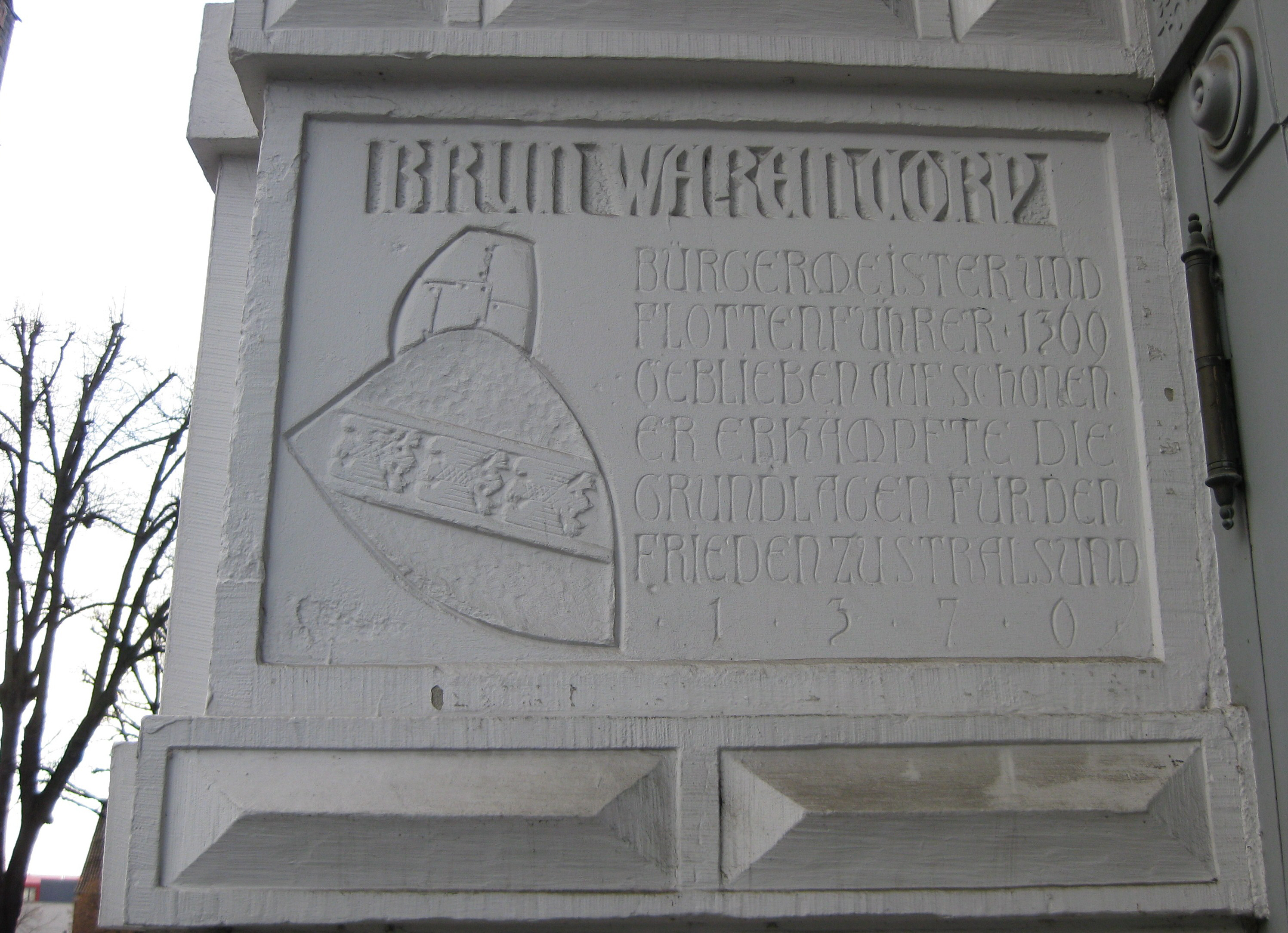
Gedenktafel am Buddenbrookhaus

Bruno von Warendorp, auch Brun Warendorp (* in Lübeck; † 21. August 1369 in Schonen) war ein Ratsherr und Bürgermeister der Hansestadt Lübeck.

## Leben
Er war der Sohn Gottschalk von Warendorps. Warendorp war seit 1366 Ratsherr, 1367 Bürgermeister der Hansestadt und 1368 Befehlshaber der Lübecker Truppen der Kölner Konföderation gegen König Waldemar IV. von Dänemark. Er trat im Bürgermeisteramt die Nachfolge des Thomas Morkerkes an. Von Warendrop starb nach der für Lübeck erfolgreichen Belagerung von Helsingborg vor der Übergabe der Festung. Die Einnahme von Helsingborg legte die Grundlage für den Frieden von Stralsund im Folgejahr.
Warendorp sowie sein Vater waren Eigentümer und Bewohner des sehr viel später durch den Roman von Thomas Mann berühmt gewordenen „Buddenbrookhauses“. Im Portal des Hauses befindet sich eine Gedenktafel für Bürgermeister Warendorp.
In der sogenannten Briefkapelle in der Marienkirche befindet sich seit dem Wiederaufbau nach den Schäden durch den Luftangriff auf Lübeck am 29. März 1942 die Grabplatte des Lübecker Bürgermeisters mit lateinischer Inschrift. Zuvor befand sich sein Grab neben dem Bürgermeisterstuhl beim Chor. Gegenüber hing bis ins 18. Jahrhundert sein eiserner Helm. König Ludwig I. von Bayern ließ seinen Namen auf einer Gedächtnistafel der Walhalla anbringen.

## Belege
1. ↑  Siehe Ehrhardt, S. 170ff. Nicht zu verwechseln mit dem früheren 1341 verstorbenen Bruno Warendorp
2. ↑  Text mit Erläuterung und Übersetzung bei: Adolf Clasen: Verkannte Schätze - Lübecks lateinische Inschriften im Original und auf Deutsch. Lübeck 2002, S. 22 ff. ISBN 3-7950-0475-6

| Personendaten    | Personendaten                         |
| ---------------- | ------------------------------------- |
| NAME             | Warendorp, Bruno von                  |
| ALTERNATIVNAMEN  | Warendorp, Brun                       |
| KURZBESCHREIBUNG | Ratsherr und Bürgermeister von Lübeck |
| GEBURTSDATUM     | 13. Jahrhundert oder 14. Jahrhundert  |
| GEBURTSORT       | Lübeck                                |
| STERBEDATUM      | 21. August 1369                       |
| STERBEORT        | Schonen                               |